# Doungou
Doungou est une localité et une commune rurale du Niger, département de Kantché, région de Zinder.

## Géographie
La localité de Doungou est située à 133 km au sud du chef-lieu départemental Matamèye. 
| Ichirnawa |         | Droum |
| Ichirnawa | Doungou | Dogo  |
| Matamèye  | Yaouri  |       |

## Histoire
La commune rurale de Doungou instaurée en 2002, est issue du canton de Kantché.

## Population
Lors du recensement général de 2012, la population communale est relevée à 39 031 habitants, dont 4 661 habitants pour la localité principale.

## Localités
La commune s'étend sur 26 villages et de 45 hameaux au centre-est du département de Kantché.

## Services et infrastructures
- Centre de Santé Intégré (CSI) à Doungou[5].
- Collège d'enseignement général (CEG) à Doungou.
- Centre de formation des métiers (CFM) à Doungou.